# Ryfylke
Il Ryfylke è un distretto norvegese che si trova nella contea di Rogaland, nella regione del Vestlandet.

## Origine del nome
Il nome della regione in norreno era Rygjafylki in cui la prima parte della toponimo è la forma genitiva plurale di rygr, letteralmente "persona cha mangia segale", mentre la seconda parte fylke significa "gente".

## Geografia

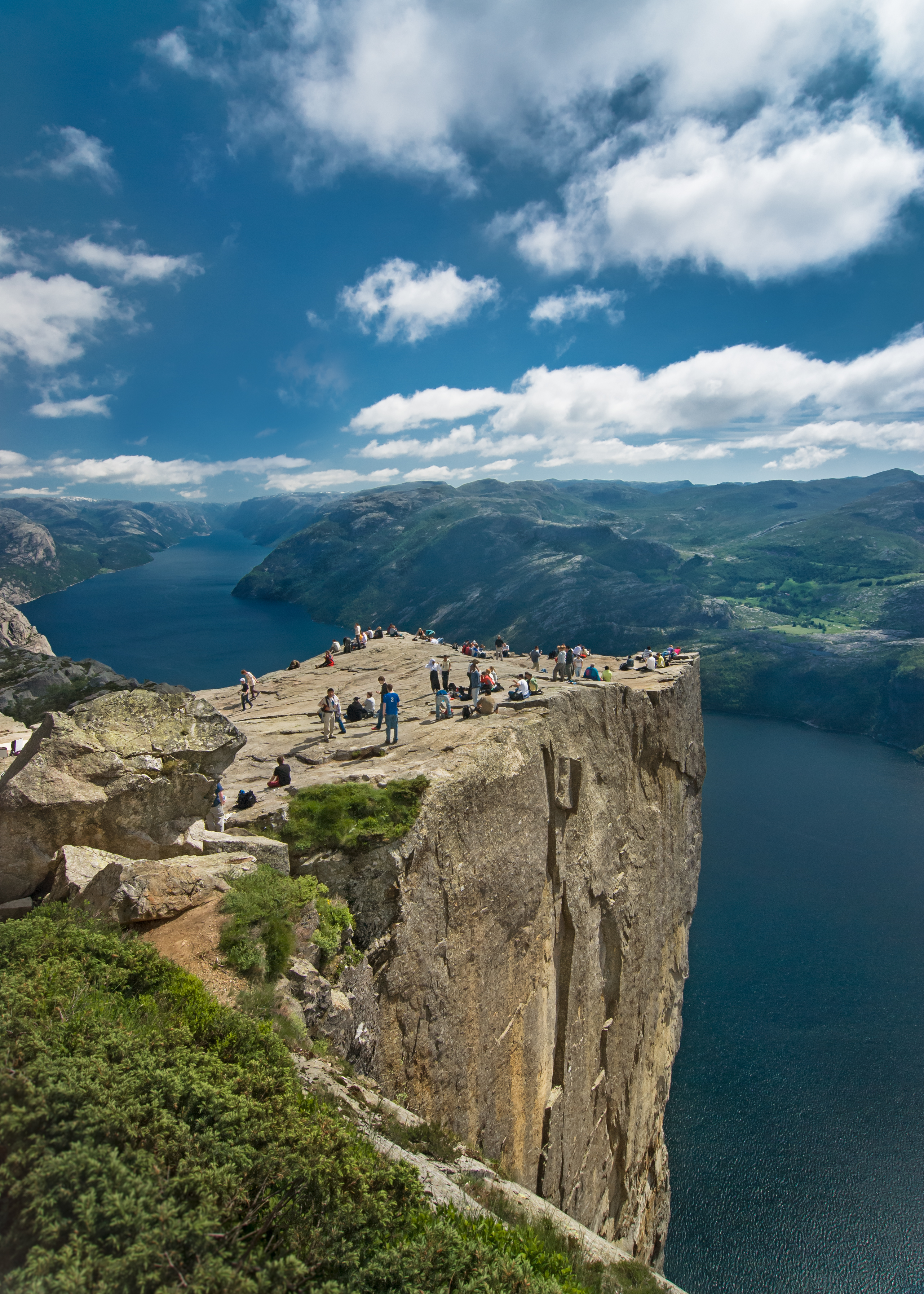
Lo scenico Preikestolen sullo sfondo del Lysefjord.

Il distretto si estende a nord-est della città di Stavanger e a est di Haugesund e comprende il 60% della superficie della contea. La regione include il territorio continentale a nord-est e a est del Boknafjord e a est dell'Høgsfjord. Comprende anche le isole situate nella parte meridionale del Boknafjord. A est il distretto confina con quelli di Setesdal e Lister, con quello di Jæren a sud e con l'Haugaland a nord.
Il Ryfylke è formato dagli odierni comuni (ed ex comuni) di Sauda, Suldal, Finnøy, Hjelmeland, Forsand, Strand, Kvitsøy e Rennesøy. All'interno della regione non ci sono vere e proprie città; i centri principali sono Sauda e Jørpeland.
Il territorio è tagliato da diversi fiordi, tra cui si citano gli spettacolari Saudafjord e Lysefjord, su cui si affacciano il Preikestolen ("la roccia pulpito") e lo Kjerag. L'interno è caratterizzato invece da diversi gruppi montuosi, i più alti dei quali sono localizzati a nord, formati prevalentemente da rocce ignee.
La parte settentrionale del Ryfylke (in corrispondenza dei comuni di Sauda e Suldal) si chiama Indre Ryfylke, mentre la parte orientale (Strand e Hjelmeland) è nota come Ryfylkeheiene. Il paesaggio è molto vario e rappresenta la varietà paesaggistica dell'intera Norvegia con isole e arcipelaghi, paesaggi costieri tradizionali, pianure, fiordi e alta montagna.
Nei pressi del lago Haukalivatnet (su un fianco del Lysefjord), sorge una morena di origine glaciale. Lo studio di questa morena suggerì al professor Jens Esmark nel 1824 la formulazione della teoria secondo la quale le ere glaciali e in genere in cambiamenti climatici che avevano interessato la Terra in passato fossero dovuti a cambiamenti nell'orbita del pianeta.